# Vigário
Um vigário (do latim vicarius) é um representante ou vice-substituto; qualquer pessoa agindo "na pessoa de" ou agente de um superior (compare "vicário" no sentido de "em segunda mão"). O título aparece em vários contextos eclesiásticos cristãos, mas também como um título administrativo, ou modificador de título, no Império Romano.

## Igreja Católica Romana

Modelo do brasão de armas de um Vigário-Geral Católico

Modelo do brasão de armas de um Vigário Forâneo Católico

Vigário é o religioso católico que é autorizado a exercer as funções de outro prelado em determinado local e período de tempo.
Há vários tipos de vigários:
- Vigário de Cristo, é o Papa, o sucessor de São Pedro, que governa a Igreja em nome de Cristo.
- Vigário-apostólico, é quem, normalmente bispo ou equiparado a bispo, governa um vicariato apostólico em nome do Sumo Pontífice (CDC 371-368)
- Vigário-geral, é o sacerdote a quem o bispo diocesano delega o próprio poder executivo para os actos administrativos em toda a diocese, com eventual excepção dos reservados por ele ou pelo direito. Em todas as dioceses deve haver um vigário-geral ou, porventura, mais que um (475-481; etc.)
- Vigário episcopal, é o sacerdote que, por delegação do bispo diocesano tem poder executivo ordinário sobre determinado território, campo de acção ou grupo de fiéis. Devem sê-lo o bispo-coadjutor e o bispo-auxiliar. Se não for bispo, a nomeação é por determinado prazo (476-481)
- Vigário castrense, caso particular de vigário-geral ou episcopal, a quem o ordinário castrense (por vezes bispo duma diocese) confia o cuidado pastoral da família militar, com jurisdição sobre os capelães, os militares, o pessoal de serviço e os respectivos familiares. (Para o caso português, V. Ordinariato Castrense de Portugal)
- Vigário judicial, é o sacerdote em quem o bispo diocesano delega o seu poder judicial, podendo dar-lhe adjuntos (391,2; 1420-1423);
- Vigário paroquial, é o sacerdote que o bispo diocesano nomeia para coadjuvar um pároco no exercício do seu ministério pastoral. A área da sua competência pode ser restringida ou ampliada a várias paróquias. No caso do pároco faltar, o v.p. (ou o mais velho, se for mais que um) assume as suas funções até solução (545-552; 541);
- Vigário forâneo, também chamado vigário da vara, ouvidor ou arcipreste, é o sacerdote nomeado, por determinado prazo, pelo bispo diocesano para estar à frente duma vigararia ou arciprestado, tendo como atribuições: animar e coordenar as actividades pastorais comuns; acompanhar os clérigos na sua vida e exercício de suas funções; velar pela correcção das expressões litúrgicas, pelo tratamento dos livros paroquiais e alfaias, e pela boa administração dos bens eclesiásticos (553-555).

## Igreja Anglicana

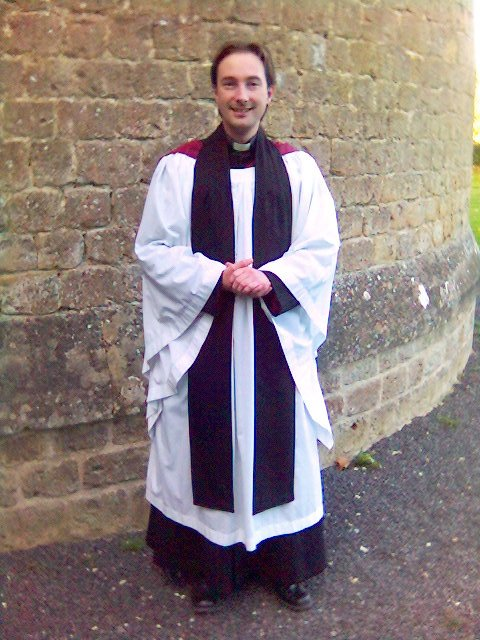
Um vigário anglicano, usando as vestes tradicionais anglicanas.

No Anglicanismo, um vigário é um tipo de padre, é o clérigo local de uma paróquia. Historicamente, os párocos da Igreja Anglicana eram divididos em vigários, reitores e curadores perpétuos. O clero e a igreja paroquial eram apoiados por dízimos como um imposto local (tradicionalmente, como sugere a etimologia do dízimo, de dez por cento) cobrado sobre a produção pessoal e agrícola da paróquia. A distinção era que um reitor recebia diretamente os dízimos maior e menor de sua paróquia, enquanto um vigário recebia apenas os dízimos menores (os dízimos maiores eram para o leigo, ou impropriador, que prestava assistência a paróquia no cuidado pastoral) os reitores que estivessem envelhecidos ou enfermos não recebiam dízimos nem maiores nem menores, e recebia apenas um salário pequeno (pago às vezes pela diocese). Hoje, os papéis de reitor e vigário são essencialmente os mesmos. Qual dos dois títulos é detido pelo pároco é histórico. Algumas paróquias têm um reitor, outras um vigário (a maioria vigário). 
Nos Estados Unidos da América, as posições de "vigário" e "reitor" não são reconhecidas nos cânones de toda a igreja. No entanto, alguns cânones diocesanos definem "vigário" como o sacerdote encarregado de uma missão; e "curate" é frequentemente usado para assistentes, sendo totalmente análogo à situação inglesa.

### Vicariato
Um vicariato, ou casa vicariata, é uma residência fornecida pela Igreja para o vigário. Eles geralmente estavam localizados perto da igreja e às vezes eram bastante elaborados e outras vezes inadequados. Datado dos tempos medievais, eles eram frequentemente reconstruídos e modernizados. Na segunda metade do século XX, a maioria dos grandes vicariatos foram substituídos por casas mais modernas e mais simples. 